# 曾建徽
曾建徽（1928年12月—2025年2月12日），湖南平江人，中华人民共和国政府官员、著名记者。曾任国务院新闻办公室主任，第九届全国人大外事委员会主任委员等职。

## 简历
曾建徽1945年入西南联大学习，后随清华大学回到北平。1948年，秘密加入中国共产党。1949年毕业后，曾进入“新华广播电台”工作，任英语广播部干事、助理编辑。1952年，调入新华社工作，1982年升任新华社副社长。1988年，曾升任中共中央宣传部副部长兼新华社副社长、党组成员。1991年调任中央宣传部副部长兼国务院新闻办公室副主任。1992年升任中央宣传部副部长兼中共中央对外宣传办公室主任、国务院新闻办公室主任。1997年后任中央对外宣传办公室主任、国务院新闻办公室主任。1998年3月，第九届全国人大第一次会议上，他当选为全国人民代表大会常务委员会委员、外事委员会主任委员。

## 作品
1989年，他在李鹏的授意下，起草了著名的社论《必须旗帜鲜明地反对动乱》（又称《四·二六社论》），内容针对之前全国各地学生因悼念中共前总书记胡耀邦而发展出来的学生游行活动进行了批评，并将学生活动定性为动乱。